# Anatema
L'espressione anatema ha assunto nei secoli e nelle varie culture significati differenti: da offerta rivolta a una divinità, a una situazione di esclusione e a una sorta di maledizione.

## Presso i Greci e i Romani
Presso la cultura greca e romana l'anatema è:
- un'offerta religiosa, specialmente un'offerta sospesa alle colonne di un tempio in ringraziamento per un dono della divinità.
- un sacrificio (oggetto inanimato o animale) offerto a una divinità a titolo di espiazione.

Di conseguenza l'oggetto o l'animale offerto alla divinità non poteva più essere utilizzato per gli usi comuni. Diventava in qualche modo separato e maledetto.

## Nella Bibbia ebraica
Nel Tanakh ebraico o Antico Testamento cristiano la parola anatema prende un significato vicino a quello della parola tabù: ciò che non bisogna toccare, ciò che è maledetto da Dio. Viene utilizzato nella traduzione greca dei Settanta per rendere la parola ebraica herem con la quale è stata collegata. Per esempio nel libro del Deuteronomio si legge a proposito del divieto di portare a casa propria gli idoli, l'oro e l'argento sottratti ai nemici: 
Si viene quindi a dire che ciò che è entrato in contatto con la divinità pagana (=offerto alla divinità pagana) è ormai maledetto, non si può toccare, deve essere votato alla distruzione completa; in una parola è anatema.
Come le cose, così anche un popolo può essere Anatema. Sempre dal libro del Deuteronomio si legge: 

## Nel Nuovo Testamento
Nel Nuovo Testamento l'anatema diventa una sentenza di maledizione riguardo a una dottrina o a una persona, specialmente in riferimento a una eresia (spesso l'anatema viene associato alla parola Maràna tha). Così dice san Paolo nella lettera ai Galati: 

In un altro passo dice che sarebbe disposto lui stesso a diventare anatema, e separato da Cristo (in una forma di resignatio ad infernum), se questo potesse essere di aiuto nella fede cristiana agli ebrei suoi consanguinei: 

## Nella religione cristiana (escluso il protestantesimo)

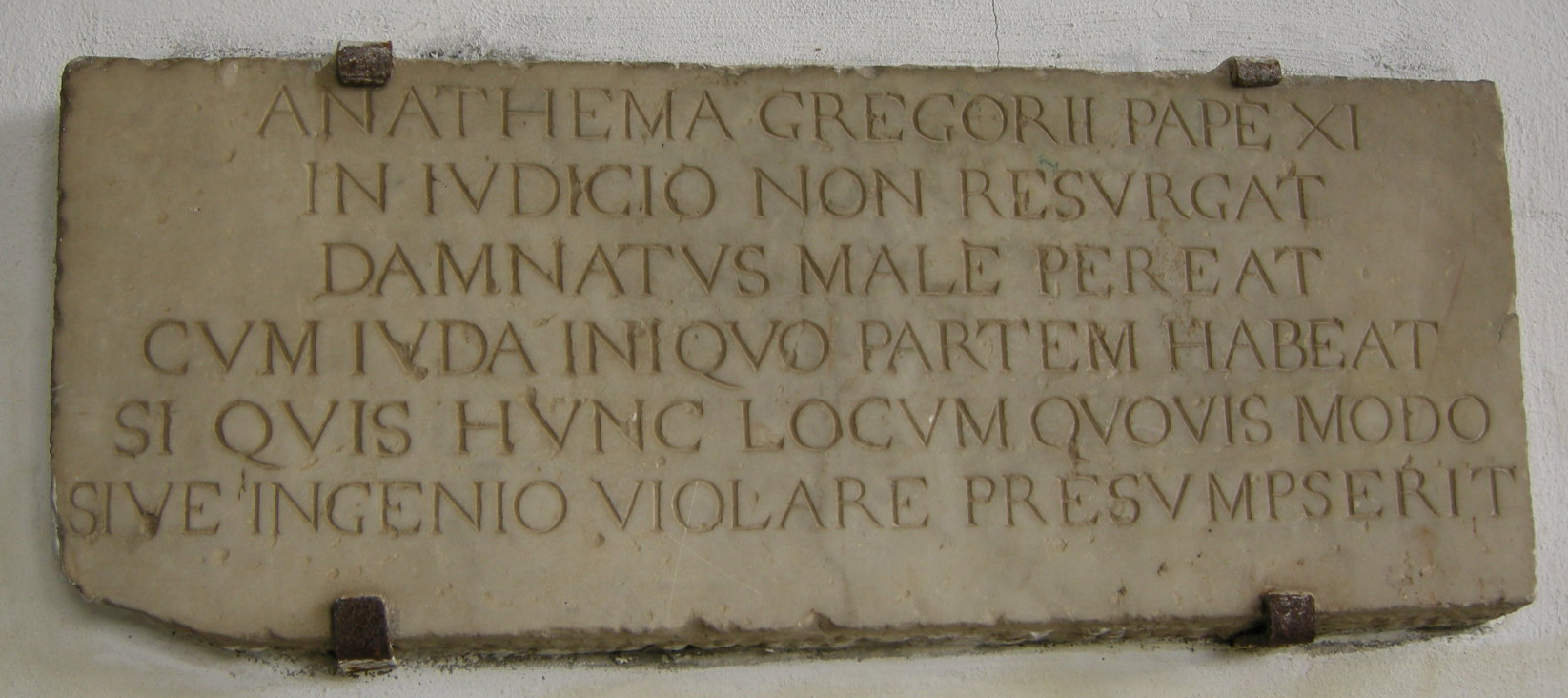
Anatema del papa Gregorio XI

Nella tradizione della Chiesa cattolica e ortodossa l'anatema è diventato una maledizione al diavolo contro eretici e dissidenti.

L'anatema ha acquistato una forza maggiore rispetto alla scomunica.
Nella definizione della Scolastica infatti la scomunica separa solamente dalla comunione cristiana (a fraterna societate separat), mentre l'anatema separa dalla Chiesa stessa (ab ipso corpore Christi).

La formula "Se qualcuno dice ... sia anàtema" (cioè maledetto) è stata impiegata nella definizione dei dogmi nei Concili. Si veda in particolare il Concilio di Trento.

La più nota ed antica formula di anatema è quella della "maledizione di Ernulphus", creata negli Anni 1000 da Ernulphus di Rochester (Kent), vescovo cattolico, per contrastare il paganesimo del tempo e di cui tratta ampiamente lo scrittore irlandese Laurence Sterne nel suo famoso e colossale romanzo Vita e opinioni di Tristram Shandy, gentiluomo. 
Scrive Sterne al riguardo: "Nessuna bestemmia o maledizione può essere paragonata a quella di Ernulphus, perché ogni sua copia sarà sempre infinitamente inferiore alla forza e allo spirito dell'originale!" (Milano, Arnoldo Mondadori Editore, 1992, Edizione Integrale, Volume III, Cap.XII, pag.178).
A partire dal XX secolo nella tradizione della Chiesa il termine è andato in disuso.

## Nell'uso comune
Nell'uso comune il termine anatema ha oggi preso il significato di maledizione. Scagliare un anatema contro qualcuno significa quindi maledire quella persona.

## Morte da anatema
In alcune popolazioni è diffusa la credenza che una persona colpita dall'anatema di uno stregone muoia nel momento stabilito dallo stesso (il tempo è variabile a seconda della popolarità dello stregone). Una delle tante ipotesi fatte a questo proposito è che talvolta la morte si possa verificare poiché, man mano che si avvicina il momento prestabilito, l'ansia del colpito cresce e la secrezione di ormoni dello stress, adrenalina e cortisolo, diventa talmente alta da provocare l'autocoagulazione del sangue nelle vene.